# ديفيد غورسكي
ديفيد هنري غورسكي طبيب جراحة أورام أمريكي وأستاذ في الجراحة في كلية الطب بجامعة وين ستيت. متخصص في جراحة سرطان الثدي في معهد كارمانوس للسرطان. غورسكي شكوكي وناقد صريح للطب البديل والحركة المعارضة للتطعيم. هو أيضًا كاتب مدونات نشيط، ويكتب باسم أورك في مدونة ريسبيكتفول انسولينس وباسمه الحقيقي في مدونة ساينيس بيسد ميديسين التي يشغل فيها منصب مدير التحرير.

## حياته المبكرة وتعليمه
التحق غورسكي بمدرسة ثانوية رومانية كاثوليكية. ثم درس الطب في جامعة ميشيغان، وحصل على درجة دكتور في الطب في 1988. بدأ إقامة في الجراحة العامة في 1989 في مستشفيات جامعة كليفلاند. حصل غورسكي على درجة الدكتوراه في فيزيولوجيا الخلية من جامعة كيس وسترن ريسرف في 1994. كانت أطروحته بعنوان «التعبير الجيني للعلبة المثلية والتنظيم في الخلايا العضلية الوعائية». واصل غورسكي إقامته (1993-1996) وأتم زمالة في أبحاث جراحة الأورام (1996-1999) في جامعة شيكاغو.
كان نشطًا قبل 2005 في منصات النقاش المبكرة على الإنترنت ليوزنيت وكان يشارك في حروب المضايقة.

## حياته المهنية
في منتصف العقد الأول من القرن الحالي، درّس غورسكي الجراحة بصفة أستاذ مساعد في معهد روتجرز للسرطان في نيوجيرسي ومدرسة طب روبرت وود جونسون بجامعة روتجرز.
حصل في 2007 على جائزة الأبحاث السريرية المتقدمة في سرطان الثدي من الجمعية الأمريكية لعلم الأورام السريري. حصل على منح بحثية من مؤسسة أبحاث سرطان الثدي في 2008 و2009 و2010.
انضم غورسكي إلى كلية الطب بجامعة واين ستيت في 2008 وأصبح تابعًا لمعهد كارمانوس للسرطان. هو أستاذ في الجراحة والأورام في كلية الطب بجامعة واين ستيت، التي يُجري مختبرها أبحاثًا عن التنظيم النسخي للنمط الظاهري للخلايا البطانية الوعائية، بالإضافة إلى دور مستقبلات الغلوتامات الأيضية في سرطان الثدي. عُين طبيب الارتباط للسرطان في لجنة كلية الجراحين الأمريكية الخاصة بالسرطان في 2009. أصبح المدير المشارك لمبادرة جودة علم أورام الثدي في ميشيغان في 2013. أُدرج غورسكي بصفة مؤسس لمعهد العلوم في الطب وعضو في الجمعية الأمريكية لعلم الأورام السريري.

## أبحاثه
استُشهد بمقالة غورسكي المنشورة في 1999 تحت عنوان «حصار استجابة الإجهاد لعامل نمو بطانة الأوعية الدموية يزيد من التأثيرات المضادة للأورام للإشعاع المؤين»، التي تصف آثار مثبطات تكوين الأوعية الدموية على فعالية العلاجات المضادة للأورام، أكثر من 900 مرة وفقًا لببميد. استُخدم هذا البحث في الأبحاث العلاجية المضادة للأورام، بما في ذلك ملاحظة تعزيز مثبطات تكوين الأوعية للآثار العلاجية للإشعاع المؤين «عن طريق منع إصلاح الضرر الإشعاعي للخلايا البطانية»، وفي تحديد إمكانات العلاجات المركبة للسماح بتقليل الجرعات في العلاجات التقليدية السامة مع الحفاظ على تراجع الورم عند جمعها مع أجسام مضادة محددة والعلاج الشعاعي.